# الفتيات والفتية يخرجون للعب
(الفتيات والفتية يخرجون للعب) أو (الفتية والفتيات يخرجون للعب)، هي أسجوعة أطفال متعارفة منذ عام 1708 على أقل تقدير. تمتلك هذه الأسجوعة ترتيب 5452 في مرجع أغاني رود الشعبية.

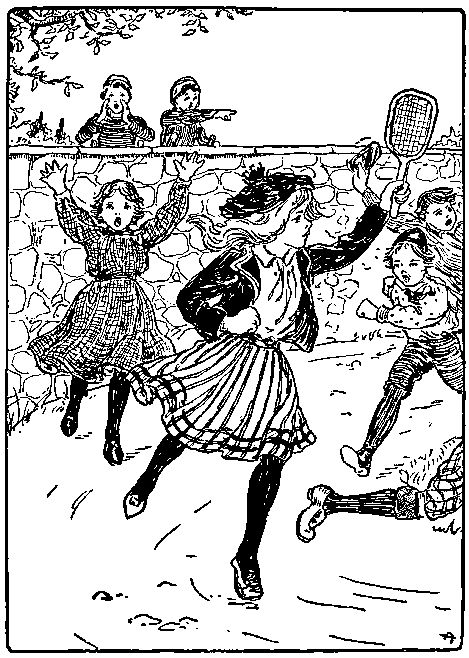
صورة كارتونية تصوِّر فتية وفتيات أثناء اللعب.

## كلمات الأغنية
الإصدارات الأكثر شيوعًا من القافية تشبه إلى حد كبير تلك التي جمعها جيمس أورتشارد هاليويل في منتصف القرن التاسع عشر:
أيَّتها الفتيات أيُّها الفتية هيَّا اخرجوا للَّعب،
فالقمر هنا يُضِيء كأنَّه النهار؛
اتركوا عشائكم، ودعوا النَّوم،
وانزلوا للشارع بصحبة الرفاق.
أعلن القدوم بضجَّتك، تعال واصرخ بأعلى صوتك،
وإن لم تكن مستعدًا للقدوم؛ فلا تأتي على الإطلاق.
تسلق السلَّم واعبر الجدار،
سيكفينا جميعًا رغيفًا بنصف بنس.
وجدتَ حليبًا، ووجدتُ الطحين،
وسينضج البودنغ بمرور نصف الساعة.
في بقيَّة النُّسخ، غالبًا ما يتضمَّن سطر المقدمة لفظة الفتية قبل الفتيات.
هُنا لحن السطرين الأولين من الأغنية:

## لمحةٌ تاريخيَّة
من المرجح أن يعود تاريخ هذه الأغنية إلى الفترة التي كان يتطلب فيها غالبًا عمل الأطفال خلال ساعات النهار، لذا فاللعب عندهم مقتصرٌ (في تلك الفترة) على وقت متأخرٍ من المساء. برز السطران الأولان من الأغنية على نحو قليل في كتب الرقص (1708، 1719، 1728)، والهجاء (1709، 1725)، والانتقادات السياسية (1711). وجدت هذه الأغنية في أقدم مجموعة لأغاني الأطفال: كتاب (الأغاني الجميلة لتومي ثامب)، المنشور في لندن عام 1744. تضمنت نسخة 1744 من الكتاب الأسطر الستة الأولى.